# Simon Georg Schmidt
Simon Georg Schmidt (* 21. März 1801 in Detmold; † 1861) war ein deutscher Chorleiter, Violinist und Komponist.

## Leben und Wirken
Als Sohn des Hofmusikers Georg Schmidt in Detmold nahm S. G. Schmidt 1818 Violinunterricht bei dem berühmten Kasseler Meister Louis Spohr. Nach einer kurzen Tätigkeit als Soloviolinist beim Herzog von Sachsen-Coburg wurde Schmidt Kapellmeister am Dom zu Münster. 1826 heiratete er die begabte und hochangesehene Sängerin (u. a. im Schumann-Kreis) Johanna Wolf, die Tochter des Krefelder Konzertmeisters Johann Nicolaus Wolf. 1829 erhielten beide eine Stellung bei der Gesellschaft Felix Meritis in Amsterdam. Zusammen mit seiner Frau unternahm er ab 1832 mehrere Konzertreisen durch Deutschland, u. a. nach Leipzig ans Gewandhaus.
1833 folgte Schmidt einen Ruf nach Halle, wo er zum neuen Musikdirektor ernannt wurde und die Leitung des gerade neu gegründeten halleschen Musikvereins einschließlich der Leitung der Singakademie übernahm. Mit Schmidt als einen auswärtigen Musiker von Rang und Ansehen sollte eine Neuordnung des halleschen Musiklebens, insbesondere der Wiederaufbau der Singakademie nach Abtreten Johann Friedrich Naues erreicht werden, das durch die Cholera-Epidemie der beiden vergangenen Jahre nahezu zum Erliegen kam. Tatsächlich konnte ab 1834/35 eine Wiederauflebung des halleschen Musiklebens verzeichnet werden, was den vielen Veranstaltungen Schmidts zu verdanken war, u. a. der Aufführung der erst kürzlich wiederentdeckten Matthäuspassion von Bach. 
Die zunehmend starke öffentliche Kritik an der Singakademie, die geheime Rivalität zwischen Schmidt und Naue, der immer noch nebenher seine akademischen Konzerte veranstaltete, wie ein Klavierabend der jugendlichen Clara Wieck (1835) oder ein Konzert mit Johann Strauss (Vater) und dessen Orchester (1836), und das immer geringere Interesse an seinen Konzertveranstaltungen drängten Schmidt letztlich dazu, Halle 1841 zu verlassen und einem Ruf als Musikdirektor (Konzertmeister) in Bremen zu folgen.
Schmidt galt allgemein als ein routinierter Violinist, dem beachtliche technische Fertigkeit sowie eine „ausgesprochene Eleganz im Vortrag“ und „unerschütterliche Festigkeit“ zugesprochen wurde. Seine Neigung zum Virtuosentum führte jedoch zu einem Mangel an Zartheit und „künstlerischem Durchempfinden“.
Mit seinen eigenen Kompositionen konnte sich Schmidt allerdings nicht etablieren, weshalb sie zumeist nur als Manuskripte erhalten blieben. Unter ihnen befinden sich Kantaten (u. a. Weihe an die hl. Caecilie), Ouvertüren (u. a. Festouvertüre auf die russische Volkshymne), Violinkonzerte, Variationen u. a.